# Miejsce na ziemi
Miejsce na ziemi – polski film psychologiczny z 1959 roku.

## Obsada aktorska
- Stefan Friedmann − Andrzej
- Bolesław Płotnicki − szyper Gustaw Studziński, wuj Andrzeja
- Kazimierz Fabisiak − rybak Edmund
- Piotr Połoński − rybak Aleksander
- Stanisław Daczyński − dyrektor zakładu poprawczego
- Jadwiga Andrzejewska − Hela, matka Andrzeja
- Barbara Halmirska − sąsiadka Andrzeja
- Janusz Kłosiński − kierownik gospody "Pod Dębem"
- Krystyna Cierniak − bufetowa w gospodzie "Pod Dębem"
- Jan Kociniak − Kocoń, wychowanek zakładu poprawczego
- Andrzej Jurczak − wychowanek zakładu poprawczego
- Ryszard Pietruski − milicjant

## Opis fabuły
17-letni Andrzej buntuje się przeciw domowej atmosferze. Kradnie motocykl, zostaje skazany, kilkakrotnie trafia do poprawczaka. Po śmierci matki wyjeżdża do wuja rybaka. Pomaga remontować kuter, ale wskutek jego lekkomyślności łódź zostaje zniszczona, a sieci skradzione.

## Nagrody i nominacje
MFF w San Sebastian 1960
- Dyplom hiszpańskiej szkoły filmowej - Stanisław Różewicz